# يوهان شتادلر
يوهان شتادلر (بالألمانية: Johann Stadler)‏ هو ملحن نمساوي، ولد في 6 مايو 1755 في Bruck an der Leitha ‏ في النمسا، وتوفي في 2 مايو 1804 في فيينا في النمسا.